# أبيمديون ريشي
أبيمديون ريشي (الاسم العلمي: Epimedium pinnatum) هو نوع من النباتات يتبع جنس الأبيمديون من الفصيلة البرباريسية.

## صور

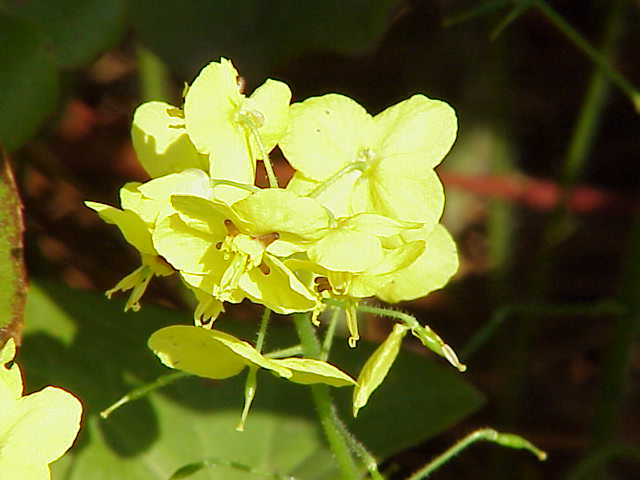
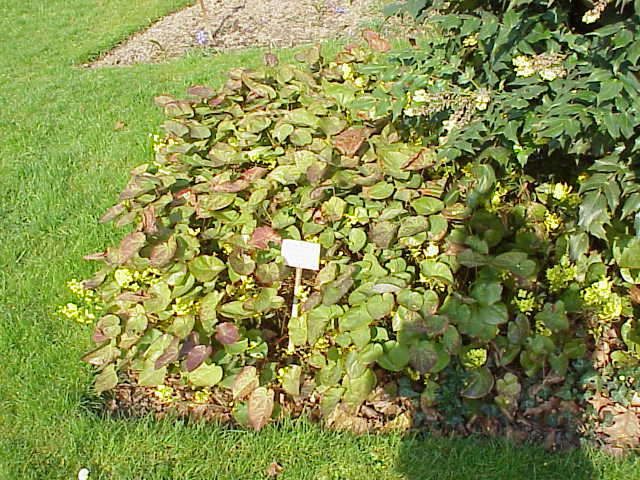
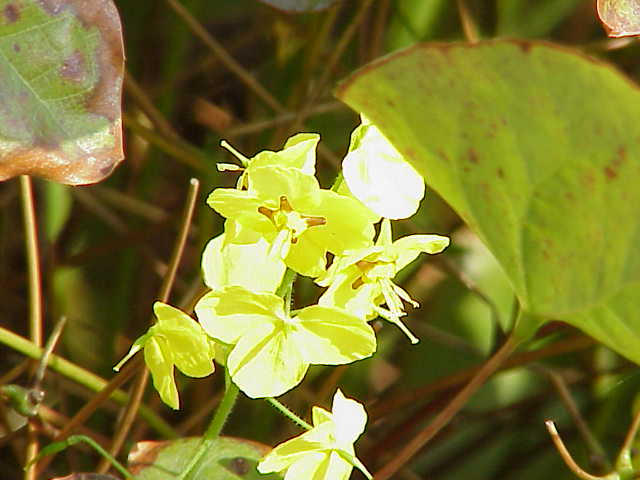
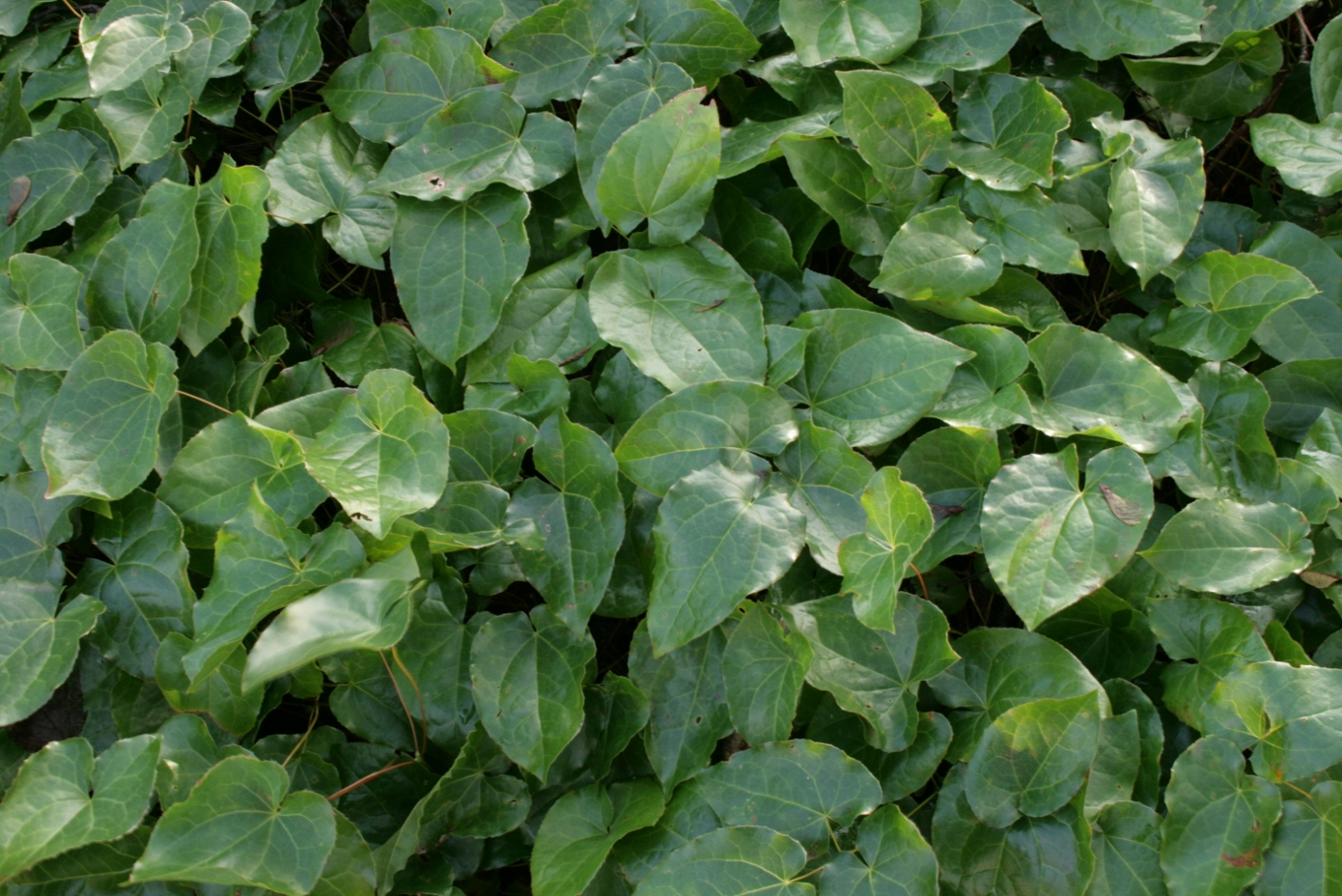